# 约翰·塔瓦雷斯
约翰·塔瓦雷斯（英語：John Tavares，1990年9月20日—），加拿大男子冰球运动员，场上位置是前锋。他曾代表加拿大国家队参加2014年冬季奥林匹克运动会冰球比赛，获得一枚金牌。